# 김해 시례 염수당 고문서
김해 시례 염수당 고문서(金海 詩禮 廉修堂 古文書)는 대한민국 경상남도 김해시 진례면에 있는 고려시대의 고문서이다. 1999년 8월 6일 경상남도의 문화재자료 제279호로 지정되었으나  정기조사 결과, 장기간 경상남도에 소재하고 있지 않은 문화재로 확인, 경상남도 지정문화재로서 가치가 상실되어 2022년 7월 21일 지정 해제됨. 

## 개요
진례면 시례리 거주 안봉환씨의 11대조 안경지공 이래로 전래되어 오는 총 18점(12책 6매)의 고문서 들로 이중 특히 화회문기, 강회절목등은 조선시대 지방 사회사 연구에 중요한 역사자료이며 혼간철, 노산장묵 등도 당시의 양반 사회에서 왕래된 혼서, 서간문을 그대로 모아둔 것으로서 중요한 사회사 연구 자료가 된다.

## 같이 보기
- 김해 시례리 염수당 - 경상남도 문화재자료 제402호

## 참고 자료
- 김해 시례 염수당 고문서 - 국가유산청 국가유산포털

```
경상남도 고시 제2022-374호 경상남도 유형문화재 및 문화재자료 지정 해제 고시
```